# الرجمة (مدينة حجة)

تعديل مصدري - تعديل

الرجمة هي إحدى قرى عزلة عبس بمديرية مدينة حجة التابعة لمحافظة حجة، بلغ تعداد سكانها 116 نسمة حسب تعداد اليمن لعام 2004.